# كريستيان راؤول ليديسما
كريستيان راؤول ليديسما (بالإسبانية: Cristian Ledesma)‏ هو لاعب كرة قدم أرجنتيني في مركز الوسط، ولد في 29 ديسمبر 1978 في سان إيسيدرو في الأرجنتين. شارك مع منتخب الأرجنتين لكرة القدم. أما مع النوادي، فقد لعب مع أرجنتينوس جونيورز وريفر بليت ونادي أتليتيكو كولون ونادي أولمبياكوس ونادي راسينغ ونادي سان لورينزو ونادي مونتيري ونادي هامبورغ.

## وصلات خارجية
- كريستيان راؤول ليديسما على موقع الاتحاد الدولي (مؤرشف)  (الإنجليزية)
- كريستيان راؤول ليديسما على موقع قاعدة بيانات كرة القدم.إي يو (الإنجليزية)
- كريستيان راؤول ليديسما على موقع ناشيونال فوتبول تيمز (الإنجليزية)
- كريستيان راؤول ليديسما على موقع Soccerway.com (الإنجليزية)
- كريستيان راؤول ليديسما على موقع عالم كرة القدم.نت (الإنجليزية)